# Saurita fusca
Saurita fusca är en fjärilsart som beskrevs av Paul Dognin 1923. Saurita fusca ingår i släktet Saurita och familjen björnspinnare. Inga underarter finns listade.